# Filosofía del Cuidado de la Salud
La filosofía del Cuidado de la Salud es el estudio ético, de los procesos y personas que constituyen el mantenimiento de la salud para los seres humanos. Mayoritariamente, aun así, la filosofía del cuidado de la salud es más acercado como un indelible componente de estructuras sociales humanas. Aquello es, la institución social del cuidado de la salud que puede ser visto como fenómeno necesario de civilización humana por el cual un individuo continuamente busca para mejorar y alterar la naturaleza global y calidad de su vida. Esta preocupación perenne es especialmente prominente en el  liberalismo político moderno, donde la salud ha sido entendida como el fundacional necesario para la vida pública.
La filosofía del cuidado de la salud es principalmente ocupado con las siguientes preocupaciones:
- ¿Quién requiere y/o merece cuidado de la salud? ¿Es el cuidado de la salud un derecho de todas las personas?
- ¿Qué tendría que ser la base para calcular el coste de tratamientos, estancias de hospital, fármacos, etc.?
- ¿Cómo puede el cuidado de la salud ser administrado al número más grande de personas?
- ¿Cuáles son los parámetros necesarios para calidad y pruebas clínicas de garantía?
- ¿Quién puede decidir cuándo un paciente tiene derecho y necesita morir (eutanasia)?

Aun así, la pregunta más importante es ¿qué es la salud?. A no ser que esta cuestión está dirigida, cualquier debate sobre el cuidado de la salud será impreciso. Por ejemplo, ¿qué exactamente es una intervención del cuidado de la salud? ¿Qué diferencia el cuidado de la salud de ingeniería o enseñanza, por ejemplo? Una "filosofía" de cualquier cosa requiere bases y cuestiones filosóficas que se pregunta a sí mismo, como por ejemplo, por el filósofo David Seedhouse.
Finalmente, el propósito, objetivo y significado de cuidado de la salud y la filosofía es para consolidar la abundancia de información con respecto a campos que no cambian nunca como en biotecnología, medicina, y enfermería. Viendo que el cuidado de la salud típicamente tiene rangos del más grande,  gastando áreas de presupuestos gubernamentales, deviene importante de obtener un más grande entendimiento del cuidado de la salud cuando no sólo una institución social, pero también como político. Además, el cuidado de la salud tiene intentos de filosofía para destacarse como necesidad primaria en los sistemas; enfermeros, doctores, profesionales de salud aliada, administradores de hospital, compañías de seguro de la salud (HMOs y PPOs), el gobierno (Medicare y Medicaid), y finalmente, los pacientes.

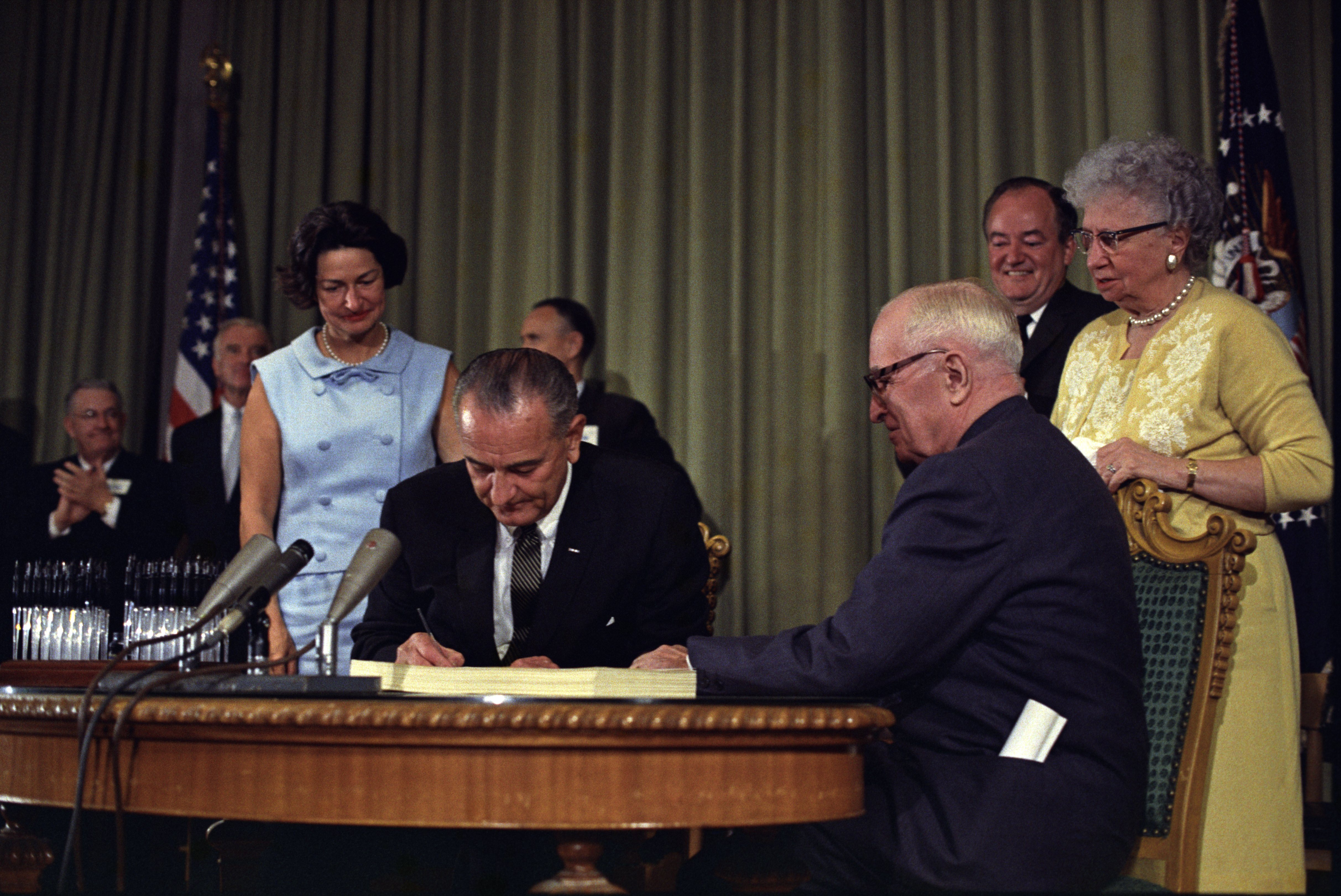
El Presidente Johnson firma en EE.UU. el tratado Medicare. Harry Truman y su mujer, Bess, a la derecha. (1965)

## Ética del Cuidado de la Salud

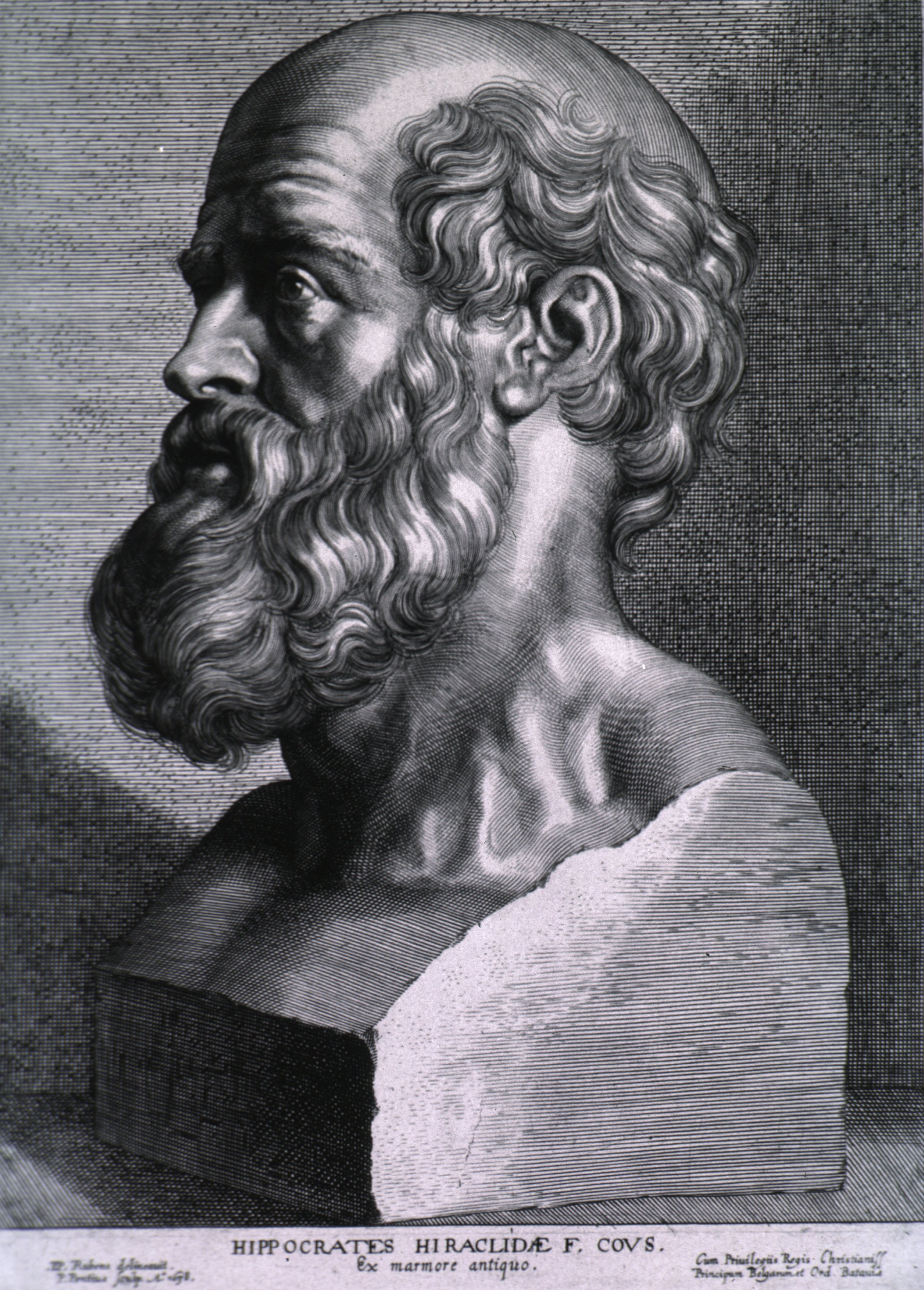
Hipócrates, el antiguo médico griego, considerado el padre de la medicina Occidental.

El ético y/o premisas morales de healthcare es complejo e intrincado. Para consolidar #un segmento tan grande de filosofía moral, deviene importante de centrar en qué separa healthcare ethics de otras formas de moralidad. Y en general, pueda ser dicho que healthcare él es una "institución" especial dentro sociedad. Con aquel dicho, healthcare ought para "ser tratado de manera diferente de otros bienes sociales" en una sociedad. Es una institución del cual somos toda una parte si nos gusta o no. En algún punto en la vida de cada persona, una decisión tiene que ser hecha considerando un healthcare. Puede lo proporcionan? Lo merecen? Lo necesitan? Dónde tener que van para conseguirlo? Incluso lo quieren? Y es este último cuestionar cuál posa el dilema más grande de frente a una persona. Después de pesar todo de los costes y beneficios de su healthcare situación, la persona tiene que decidir si los costes de healthcare outweigh los beneficios. Más de los asuntos económicos básicos son en juego en este conundrum. De hecho, una persona tiene que decidir si o no su vida está acabando o si vale salvaging. Naturalmente, en casos donde el paciente es incapaz de decidir debido a complicaciones médicas, como un coma, entonces la decisión tiene que provenir en otro lugar. Y definiendo que "en otro lugar" ha probado para ser un esfuerzo muy difícil en healthcare filosofía.

### Médico ethics
Mientras que bioethics tiende para tratar más en términos generales-basó asuntos como la naturaleza consagrada del cuerpo humano y las funciones de ciencia y tecnología en healthcare, médicos ethics es específicamente centrado encima aplicando principios éticos al campo de medicina. Médico ethics tiene sus raíces en las escrituras de Hippocrates, y la práctica de medicina era a menudo utilizado como un ejemplo en discusiones éticas por Platón y Aristóteles. Como campo sistemático, aun así, es una área grande y relativamente nueva de estudio en ethics. Uno de las premisas importantes de médicos ethics rodea "el desarrollo de valuational medidas de resultados de tratamientos de cuidado de la salud y programas; estas medidas de resultado están diseñadas para guiar política de salud y así que tiene que ser capaz de ser aplicado a números sustanciales de personas, incluyendo a través de o incluso entre sociedades enteras." Plazos como beneficence y no-maleficence es vital al global entendiendo de médico ethics. Por tanto, deviene importante de adquirir un básico coger de la dinámica variable que va a un doctor-relación paciente.

## Nursing ethics
Como médico ethics, nursing ethics es muy estrecho en su foco, especialmente cuándo comparado al expansive campo de bioethics. Mayoritariamente, "nursing ethics puede ser definido cuando habiendo un dos-pronged significado," por el cual es el examen " de todas las clases de éticos y bioethical asuntos de la perspectiva de nursing teoría y práctica." Esta definición, a pesar de que bastante impreciso, centros en las aproximaciones prácticas y teóricas a nursing. La Asociación de Enfermeros americana (ANA) aprueba un código ético que enfatiza "valores" y "evaluative juicios" en todas las áreas del nursing profesión. La importancia de valores está siendo cada vez más reconocido en todos los aspectos de healthcare y búsqueda de salud. Y desde los asuntos morales son extremadamente prevalent durante nursing, es importante de ser capaz de reconocer y critically responde a situaciones que warrant y/o necessitate una decisión ética. Una enfermera promueve y se esfuerza por proteger los derechos, la seguridad y la salud de todos los pacientes. Aunque estos son roles claros de enfermería, todos los profesionales de la salud deben trabajar juntos y colaborar para observar las necesidades y los derechos del paciente.

### Empresarial ethics
Equilibrando el coste de cuidado con la calidad de cuidado es un asunto importante en healthcare filosofía. En Canadá y algunas partes de Europa, los gobiernos democráticos juegan una función importante en determinar cuánto dinero público de impuestos tendría que ser dirigido hacia el healthcare proceso. En los Estados Unidos y otras partes de Europa, empresas de seguro de salud privadas así como agencias de gobierno son las agentes en esta vida precaria-y-la muerte que equilibra acto. Según médico ethicist Leonard J. Weber, "Bien-calidad healthcare significa costado-eficaz healthcare," pero "más caro healthcare no significa más alto-calidad healthcare" y "los estándares mínimos seguros de calidad tienen que ser conocidos para todos los pacientes" a toda costa de estado de seguro de la salud. Esta declaración indudablemente refleja el pensamiento variable procesa ir al cuadro más grande de un healthcare coste-análisis de beneficio. Para streamline esto proceso tedioso, organizaciones de mantenimiento de la salud (HMOs) como BlueCross BlueShield emplear números grandes de actuaries (colloquially sabidos cuando "seguro adjusters") para constatar el equilibrio apropiado entre costado, calidad, y necessity en un paciente healthcare plan. Una regla general en la industria de seguro de la salud es como sigue:

The least costly treatment should be provided unless there is substantial evidence that a more costly intervention is likely to yield a superior outcome.

 Esto regla generalizada para healthcare las instituciones "es quizás una de las expresiones mejores del significado práctico de stewardship de recursos," especialmente desde "la carga de la prueba encima está justificando la intervención más cara, no el menos caro un, cuándo opciones de tratamiento aceptables diferentes existen." Y finalmente, los pleitos frívolos han sido citados como importantes precipitants de crecientes healthcare costes.

## Filosofía política de healthcare
En la filosofía política de healthcare, el debate entre universal healthcare y privado healthcare es particularmente contencioso en los Estados Unidos. En el @1960s, había un plethora de iniciativas públicas por el gobierno federal para consolidar y modernize los EE.UU. healthcare sistema. Con Lyndon la sociedad Grande de Johnson, los EE.UU. establecieron seguro de salud pública para ambos ciudadanos séniors y el underprivileged. Sabido como Medicare y Medicaid, estos dos healthcare los programas concedieron grupos seguros de acceso de americanos a adecuado healthcare servicios. A pesar de que estos healthcare los programas eran un paso gigante en la dirección de socialized medicina, muchas personas creen que las necesidades de EE.UU. para hacer más para su citizenry con respetar a healthcare cobertura. Adversarios de universales healthcare verlo cuando una erosión de la calidad alta de preocuparse que ya existe en los Estados Unidos.

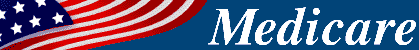
EE.UU. Medicare (2008)

### Pacientes' Factura de Derechos
En 2001, los EE.UU. el gobierno federal tomó arriba de una iniciativa para proporcionar pacientes con una lista explícita de derechos respecto de su healthcare. La filosofía política detrás de tal una iniciativa esencialmente blended ideas de los Consumidores' Factura de Derechos con el campo de healthcare. Esté emprendido en un esfuerzo para asegurar la calidad de cuidado de todos los pacientes por preservar la integridad de los procesos que ocurre en el healthcare industria. Estandarizando la naturaleza de healthcare las instituciones en esta manera probaron provocative. De hecho, muchos grupos de interés, incluyendo la Asociación Médica americana (AMA) y Grande Pharma salió contra el congressional factura. Básicamente, habiendo los hospitales proporcionan emergencia cuidado médico a cualquiera, a toda costa de estado de seguro de la salud, así como el correcto de un paciente de aguantar su plan de salud responsable para cualquier y todos hacen daño hechos probados para ser el dos más grande stumbling bloques para la factura. A raíz de esta oposición intensa, la iniciativa finalmente fallada para pasar Congreso en 2002.

### Seguro de salud

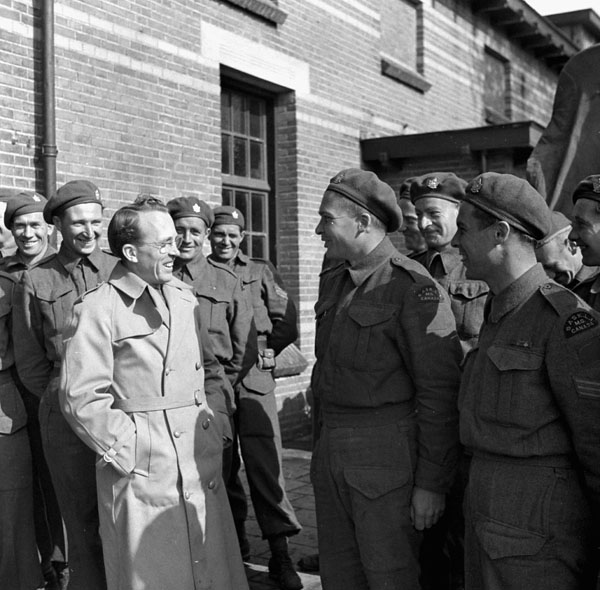
Tommy Douglas' (el centro dejado) número una preocupación era la creación de canadiense Medicare. En el verano de 1962, Saskatchewan devenía el centro de un duro-lucha luchada entre el gobierno provincial, el establecimiento médico norteamericano, y la provincia physicians, quién trajo cosas a un parar con unos doctores' huelga.

Seguro de salud es el mecanismo primario a través de qué @individual cubren healthcare costes en industrializó países. Pueda ser obtenido de cualquier el público o sector privado de la economía. En Canadá, por ejemplo, los gobiernos provinciales administran cobertura de seguro de salud pública a ciudadanos y residentes permanentes. Según Canadá de Salud, la filosofía política del seguro público en Canadá es como sigue:

The administration and delivery of health care services is the responsibility of each province or territory, guided by the provisions of the Canada Health Act. The provinces and territories fund these services with assistance from the federal government in the form of fiscal transfers.

Contrastando con los EE.UU., pero similares a Canadá, Australia y Nueva Zelanda tienen universales healthcare los sistemas sabidos como Medicare y ACC (Empresa de Compensación del Accidente), respectivamente.
Australiano Medicare originó con Acto de Seguro de la Salud 1973. Esté introducido por Primer ministro (PM) Gough Whitlam Gobierno de Trabajo, y estuvo pretendido para proporcionar tratamiento asequible por doctores en público hospitales para todos los ciudadanos residentes. Redesigned Por PM Bob Hawke en 1984, el actual Medicare ciudadanos de permisos del sistema la opción para adquirir seguro de salud privada en un dos-tier sistema de salud.

## Búsqueda y beca
Considerando el paso rápido en qué los campos de medicina y ciencia de salud están desarrollando, deviene importante de investigar el más apropiado y/o metodologías eficaces para conducir búsqueda. En general, "la preocupación primaria del investigador siempre tiene que ser el fenómeno, de qué la cuestión de búsqueda está derivada, y único subsiguiente a esto puede decisiones ser hechos cuando a la mayoría de metodología de búsqueda apropiada, diseño, y métodos para cumplir los propósitos de la búsqueda." Esta declaración encima metodología de búsqueda coloca el investigador en el forefront de sus hallazgos. Aquello es, el investigador deviene la persona quién marcas o rompe su o sus investigaciones científicas más que la búsqueda él. Aun así, "interpretive la búsqueda y la beca son procesos creativos , y los métodos y la metodología no son siempre singulares, a priori, fijos y unchanging." Por tanto, puntos de vista en investigaciones científicas a healthcare los asuntos "continuarán crecer y desarrollar con la creatividad e idea de interpretive investigadores, cuando consideran emerger maneras de investigar el mundo social complejo."

### Pruebas clínicas
Las pruebas clínicas son un medio a través de qué el healthcare la industria prueba un fármaco nuevo, tratamiento, o dispositivo médico. La metodología tradicional detrás de pruebas clínicas consta de varias fases en qué el producto de emerger experimenta una serie de pruebas intensas, la mayoría de qué tender para ocurrir encima interesado y/o compliant pacientes. El gobierno de EE.UU. tiene una red establecida para emprender la aparición de productos nuevos en el healthcare industria. El Alimentario y Administración de Fármaco (FDA) no conduce pruebas en los fármacos nuevos que provienen compañías farmacéuticas. Junto con el FDA, los Institutos Nacionales de Salud pone las directrices para todas las clases de las pruebas clínicas que relacionan a enfermedades contagiosas. Para cáncer, el Instituto de Cáncer Nacional (NCI) patrocina una serie o grupos cooperativos como CALGB y COG para estandarizar protocolos para tratamiento de cáncer.

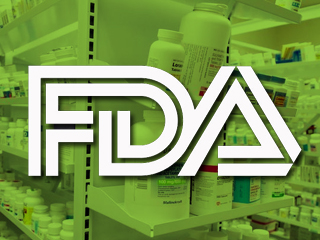
Comida de EE.UU. y Administración de Fármaco (2006)

### Garantía de calidad
El propósito primario de garantía de calidad (QA) en healthcare es para asegurar que la calidad de cuidado paciente es de acuerdo con estableció directrices. El gobierno normalmente juega una función significativa en proporcionar guiaje estructurado para tratar una enfermedad particular o dolencia. Aun así, protocolos para el tratamiento también puede ser salido en individual healthcare instituciones como hospitales y HMOs. En algunos casos, garantía de calidad está vista como superfluous esfuerzo, cuando muchos healthcare-basados QA organizaciones, como QARC, es públicamente financiado en las manos de contribuyentes. Aun así, muchas personas estarían de acuerdo que healthcare garantía de calidad, particularmente en el tratamiento de cáncer de las áreas y control de enfermedad son componentes necesarios a la vitalidad de cualquier legítimo healthcare sistema. Con respetar a garantía de calidad en escenarios de tratamiento del cáncer, el Centro de Revisión de Garantía de Calidad (QARC) es justo un ejemplo de un QA facilidad que busca "para mejorar los estándares de cuidado" para pacientes "por mejorar la calidad de medicina de pruebas clínicas."

## Nacimiento y muerte

### Derechos reproductivos
El ecophilosophy de Garrett Hardin es una perspectiva de qué para analizar los derechos reproductivos de seres humanos. Mayoritariamente, Hardin argumenta que es inmoral de tener familias grandes, especialmente desde entonces ellos un disservice a sociedad por consumir una cantidad excesiva de recursos. En un ensayo tituló La Tragedia del Commons, Hardin estados,

To couple the concept of freedom to breed with the belief that everyone born has an equal right to the commons is to lock the world into a tragic course of action.

 Por animar la libertad para criar, el bienestar declara no sólo proporciona para niños, pero también se sostiene en el proceso. El efecto neto de tal política es la inevitabilidad de un Malthusian catástrofe.
Hardin ecophilosophy revela uno método particular para mitigar healthcare costes. Con respetar a crecimiento de población, las menos personas allí son para cuidar de, el menos caro healthcare será. Y en aplicar esta lógica a lo que médico ethicist Leonard J. Weber Anteriormente sugerido, menos caro healthcare no necesariamente significar calidad más pobre healthcare.

### Nacimiento y viviente
El concepto de ser "bien-nacido" no es nuevo, y puede llevar racista undertones. El Nazis eugenesia practicada para cleanse la piscina de gen de qué estuvo percibido para ser elementos indeseados o nocivos. Este "movimiento de higiene de la carrera en Alemania evolucionó de una teoría de darwinismo Social, el cual había devenido popular por todas partes Europa" y los Estados Unidos durante el @1930s. Una frase alemana que encarna la naturaleza de esta práctica es lebensunwertes Leben o "la vida indigna de vida."
En conexión con healthcare filosofía, la teoría de derechos naturales deviene un tema bastante pertinente. Después de que nacimiento, el hombre es eficazmente dotado con una serie de derechos naturales que no puede ser esfumado bajo cualesquier circunstancias. Uno importante proponent de teoría de derechos naturales era decimoséptimo-siglo filósofo político inglés John Locke. Respecto a los derechos naturales de hombre, Locke estados,

If God's purpose for me on Earth is my survival and that of my species, and the means to that survival are my life, health, liberty and property — then clearly I don't want anyone to violate my rights to these things.

 A pesar de que parcialmente informado por su religioso entendiendo del mundo, Locke la declaración esencialmente puede ser vista como una afirmación del correcto de preservar uno es vida a toda costa. Este punto es precisamente dónde healthcare como el derecho humano deviene pertinente.
El proceso de preservar y manteniendo un salud por todas partes la vida es un asunto de preocupación grave. En algún punto en la vida de cada persona, su o su salud va a declinar a toda costa de todas las medidas tomadas para impedir tal derrumbamiento. Soportando esta disminución inevitable puede probar bastante problemática para algunas personas. Para filósofo de Ilustración René Descartes, el deprimiendo y gerontological implicaciones de envejecer le empujó para creer en las perspectivas de inmortalidad a través de un wholesome fe en las posibilidades de razón.

### Muerte y muriendo
Uno de los derechos humanos más básicos es el correcto de vivir, y así, conserva un vida. Aun así uno también tiene que considerar el correcto de morir, y así, fin un vida. A menudo, los valores religiosos de tradiciones variables influyen este asunto. A Plazos les gusta "asesinato de piedad" y "el suicidio asistido" es frecuentemente utilizado para describir este proceso. Proponents De reclamación de eutanasia que es particularmente necesario para los pacientes que adolecen una enfermedad terminal. Aun así, adversarios de un self-muerte escogida purport que no es sólo inmoral, pero completamente contra las pilares de razón.
En un contexto filosófico seguro, la muerte puede ser vista como el momento existencial definitivo en uno es vida. La muerte es la causa más profunda de un primordial ansiedad (Dado Anfechtung) en la vida de una persona. En este estado emocional de ansiedad, "el Nada" está revelado a la persona. Según vigésimo-siglo filósofo alemán Martin Heidegger,

The Nothing is the complete negation of the totality of beings.

 Y así, para Heidegger, los humanos se encuentra en una situación muy precaria y frágil (constantemente colgando sobre el abismo) en este mundo. Este concepto puede ser simplificado al punto donde en el fondo, todo que una persona tiene en este mundo es su o su Ser. A toda costa de cómo #el @individual proceden en vida, su existencia siempre será marcada por finitude y soledad. Cuándo considerando experiencias de muerte cercana, los humanos siente este primordial la ansiedad vencida les. Por tanto, es importante para healthcare proveedores para reconocer la #inicio de este entrenched desesperación en pacientes quiénes están acercándose sus muertes respectivas.
Otras investigaciones filosóficas a muerte examinan el healthcare la profesión pesada reliance encima ciencia y tecnología (SciTech). Este reliance es especialmente evidente en medicina Occidental. Aun así, Heidegger hace ang alusión a este reliance en qué llama el allure o "carácter de exactness." En efecto, las personas son inherently sujetados a "exactness" porque les dé un sentido de propósito o razón en un mundiales aquello es en gran parte definido por qué aparece para ser caos e irracionalidad. Y cuando el momento de muerte está acercándose, un momento marcado por utter confusión y miedo, las personas frenéticamente intentan a pinpoint un sentido final de significar en sus vidas.
Aparte de la función que SciTech juegos en muerte, el cuidado paliativo constituye una área especializada de healthcare filosofía que específicamente relaciona a pacientes quiénes son terminally enfermos. Similar a cuidado de hospicio, esta área de healthcare la filosofía está deviniendo cada vez más importante cuando más los pacientes prefieren recibir healthcare servicios en sus casas. Incluso aunque los plazos "paliativos" y "el hospicio" es típicamente utilizado interchangeably, son de hecho bastante diferentes. Como paciente se acerca el fin de su vida, es más consolando para ser en una casa particular-gusta poner en vez de un hospital. El cuidado paliativo generalmente ha sido reservado para quienes tienen una enfermedad terminal. Aun así, ahora está siendo aplicado a pacientes en todas las clases de situaciones médicas, incluyendo fatiga crónica y otros síntomas de afligir.

## Desarrollo de función
La manera en qué enfermeros, physicians, pacientes, y los administradores interaccionan es crucial para la eficacia global de un healthcare sistema. Del punto de vista de los pacientes, healthcare los proveedores pueden ser vistos cuando siendo en una posición privilegiada, por el cual tienen el poder de alterar los pacientes' calidad de vida. Y todavía, hay divisiones estrictas entre healthcare proveedores que a veces puede dirigir a una disminución global en la calidad de cuidado paciente. Cuándo enfermeros y physicians no es en la misma página con respetar a un paciente particular, un compromising la situación puede surgir. Efectos stemming de un "vacío de género" entre enfermeros y doctores es detrimental al entorno profesional de un hospital workspace.